# Igreja São Brás de Plataforma
A Igreja de São Brás é um templo brasileiro da Igreja Católica situado no bairro de Plataforma, em Salvador, Bahia.

## História
Foi erguida de taipa sobre um pequeno monte pelos Jesuítas em 1638, ao redor de aldeias indígenas, depois foi construída no mesmo local uma igreja maior de pedra, substituindo a outra com o mesmo nome do padroeiro. A igreja foi invadida por holandeses no tempo da chegada de Mauríssio de Nassau em Salvador, no século XVII. Em 1822, portugueses se acamparam à frente da Capela. Em 1919, a igreja foi reformada e ampliada, retirando alguns altares laterais e a imagem de São Brás foi levada para ser restaurada em Portugal, e não mais voltou. A atual imagem foi doada pela família Almeida Brandão. Foi nomeada paróquia em 1965, sendo ela a matriz.
A igreja foi construída em estilo barroco, mas hoje está muito descaracterizada pelas diversas reformas feitas no local e está em processo de tombamento pelo IPAC. No último domingo de janeiro, acontece a tradicional lavagem da escadaria da igreja, o cortejo sai do São João do Cabrito e segue até a colina de São Brás. A festa do Padroeiro ocorre em 3 de fevereiro, com alvorada, badaladas de sino, procissão e missas durante o dia.